# Riches, Royalty, Respect
Riches, Royalty, Respect – piąty album studyjny amerykańskiego rapera Kool G Rapa. Został wydany 31 maja 2011 roku. Wśród producentów muzycznych znaleźli się między innymi Marley Marl i The Alchemist. Natomiast z bardziej rozpoznawalnych gości był Havoc – członek duetu Mobb Deep. Do utworu "In Too Deep" z udziałem Heather Walkera został zrealizowany teledysk. Ukazał się on 20 czerwca 2011 roku.

## Lista utworów
Źródło.
1. "Pimptro"
2. "Ya Chic Chose Me"
3. "In Too Deep" (featuring Heather Walker)
4. "70's Gangsta"
5. "Pillow Talk"
6. "The Meaning to Your Love"
7. "Sad"
8. "Maggie"
9. "$ Ova Bitches"
10. "G On"
11. "Pages of My Life"
12. "Goin In"
13. "American Nightmare" (featuring Havoc)
14. "Da Real Thing" (featuring Heather Walker)
15. "Harmony Homicide"

## Sample
- "American Nightmare"
  - "A Song for All Seasons" – Renaissance
- "Maggie"
  - "Drowning Man" – U2
- "$ Ova Bitches"
  - "Truly Yours" – Kool G Rap & DJ Polo
- "Pages of My Life"
  - "True Love Don't Grow on Trees" – Helene Smith
- "The Meaning to Your Love"
  - "The Limit to Your Love" – Leslie Feist
- "In Too Deep"
  - "Whisper" – The True Reflection
- "Sad"
  - "I’m Sad About It" – Lee Moses